# Gemyur-Chay
Gemyur-Chay (azerbajdzjanska: Gömür Çayı) är ett vattendrag i Azerbajdzjan.   Det ligger i distriktet Nachitjevan, i den sydvästra delen av landet, 400 km väster om huvudstaden Baku.
Trakten runt Gemyur-Chay består i huvudsak av gräsmarker. Runt Gemyur-Chay är det ganska glesbefolkat, med 27 invånare per kvadratkilometer.